# Кептенський ярус
| Система/ Період                                                       | Відділ/ Епоха      | Ярус/ Вік         | Вік (млн років) | Вік (млн років) |
| --------------------------------------------------------------------- | ------------------ | ----------------- | --------------- | --------------- |
| Тріас, T                                                              | Нижній/Ранній, T1  | Індський, T1i     | молодше         | молодше         |
| Перм, P                                                               | Лопінгій, P3       | Чангсінзький, P3c | 251,902         | 254,14          |
| Перм, P                                                               | Лопінгій, P3       | Вучапінзький, P3v | 254,14          | 259,1           |
| Перм, P                                                               | Гваделупій, P2     | Кептенський, P2c  | 259,1           | 265,1           |
| Перм, P                                                               | Гваделупій, P2     | Вордійський, P2w  | 265,1           | 268,8           |
| Перм, P                                                               | Гваделупій, P2     | Роудський, P2r    | 268,8           | 272,95          |
| Перм, P                                                               | Цисуралій, P1      | Кунгурський, P1k  | 272,95          | 283,5           |
| Перм, P                                                               | Цисуралій, P1      | Артинський, P1art | 283,5           | 290,1           |
| Перм, P                                                               | Цисуралій, P1      | Сакмарський, P1s  | 290,1           | 295,0           |
| Перм, P                                                               | Цисуралій, P1      | Ассельський, P1a  | 295,0           | 298,9           |
| Карбон, C                                                             | Верхній/Пізній, C3 | Гжельський, C3g   | древніше        | древніше        |
| Підрозділи Тріасової системи наведені згідно МКС, станом на 2018 рік. |                    |                   |                 |                 |
| п о р                                                                 |                    |                   |                 |                 |

Кептенський ярус (кептен, англ. Capitanian) — геологічний вік або ярус пермського періоду. Це найпізніший або останній із трьох підрозділів гваделупської епохи або серії. Кептенський період тривав від 265.1 до 259.1 мільйонів років тому. Йому передував вордійський, а за ним — вучапінзький.
Наприкінці цієї стадії відбулося значне масове вимирання, яке було пов'язане з гіпоксією та окисленням океанів і, ймовірно, викликане виверженнями вулканів, які спричинили Емейшансткі трапи. Це вимирання може бути пов'язане з набагато більшим пермсько-тріасовим вимиранням, яке відбулося приблизно через 10 мільйонів років.

## Стратиграфія
Кептенський ярус описаний Джорджем Берром Річардсоном у 1904 році. Назва походить від Капітанського рифу (Capitan Reef) в горах Гвадалупе (Техас, США). Кептенський ярус вперше був визначений як стратиграфічний підрозділ гваделупської епохи в 1961 році. Ярус був доданий до міжнародної шкали часу ICS у 2001 році.

### Визначення
Початок кептенського ярусу визначається як місце в стратиграфічному літописі, де вперше з'являються скам'янілості конодонтів виду Jinogondolella postserrata. Глобальний еталонний профіль для цієї стратиграфічної межі розташований на Ніппл-Гілл на півдні гір Гвадалупе в Техасі.
Верхня частина кептену (початок вучапінгу) визначається як місце в стратиграфічному записі, де вперше з'являється вид конодонтів Clarkina postbitteri postbitteri.
Кептенський ярус був частиною часу, коли в Європі було відкладено Цехштейн. Він є ровесником старого європейського регіонального саксонського ярусу. У східній області Тетіса кептен перекриває регіональний мургабський ярус, мідійський ярус і нижню частину лайбінського ярусу. У Росії капітан дорівнює нижній частині регіонального сєвєродвинського ярусу.

## Події
Ізотопи вуглецю в морському вапняку кептенського ярусу показують збільшення значень δ13C. Зміна ізотопів вуглецю в морській воді відображає охолодження глобального клімату.
Це кліматичне похолодання могло спричинити вимирання наприкінці кептенського періоду видів, які жили в теплій воді, таких як більші фузулініди (Verbeekninidae), великі двостулкові молюски (Alatoconchidae і ругозові корали, а також Waagenophyllidae.